# Acrodactyla mitis
Acrodactyla mitis là một loài tò vò trong họ Ichneumonidae.